# بريون راسيل
بريون راسيل (بالإنجليزية: Bryon Russell)‏ مواليد 31 ديسمبر 1970 في سان بيرناردينو، هو لاعب كرة سلة أمريكي معتزل بدأ مسيرته الاحترافية في سنة 1993. تم اختياره من قبل فريق يوتا جاز خلال الدرافت. يبلغ طوله 6 قدم 7 بوصة (2.0 م). اعتزل اللعب في 2009. أحرز خلال مسيرته في الإن بي إيه 6663 نقطة بمعدل 7.9 نقاط في المباراة الواحدة.

## المسيرة الاحترافية
لعب مع يوتا جاز من سنة 1993 إلى 2002، ثم لعب مع واشنطن ويزاردز في موسم 2002–2003، ثم لعب مع لوس أنجلوس ليكرز في موسم 2003–2004، ثم لعب مع دنفر ناغتس من سنة 2004 إلى 2006.

## روابط خارجية
- بريون راسيل على موقع إن بي أي (الإنجليزية)
- بريون راسيل على موقع سبورتس رفرنس (الإنجليزية)
- بريون راسيل على موقع كرة السلة الأوروبية.كوم (الإنجليزية)
- بريون راسيل على موقع كلية كرة السلة في سبورتس رفرنس.كوم (الإنجليزية)
- بريون راسيل على موقع ريلجم (الإنجليزية)
- بريون راسيل على موقع بروبوليرز (الإنجليزية)